# Melbourne-i vérfürdő
A melbourne-i vérfürdő a vízilabda történetének leghíresebb összecsapása, amelyet Magyarország és a Szovjetunió válogatottja vívott a melbourne-i olimpián, egy hónappal az 1956-os forradalom leverését követően. Az eseményt a mindenki által ismert politikai előzmények miatt elszabaduló indulatok jellemezték a medencében és a nézőtéren is.

## A válogatott tagjai
Az olimpiai magyar vízilabda-válogatott a következőkből állt: Bolvári Antal, Boros Ottó, Gyarmati Dezső, Hevesi István, Jeney László, Kanizsa Tivadar, Kárpáti György, Markovits Kálmán, Mayer Mihály, Szívós István és Zádor Ervin.

## A mérkőzés
A torna döntő csoportkörébe hat csapat jutott. Az azokban vívott egymás elleni mérkőzések eredményeit beszámították, így mindegyik csapatnak a maradék néggyel kellett játszania egy-egy mérkőzést. A magyarok a szovjetekkel két forduló után játszottak, mindkét csapat megnyerte a hatos döntő első két meccsét, de a szovjeteknek volt egy vereségük még a csoportkörben (Jugoszlávia–Szovjetunió 3–2). 1956. december 6-án ez a meccs mind a helyszíni közönség, mind a magyarországi szurkolók számára történelmi jelentőségűvé nőtte ki magát Magyarország és a Szovjetunió csapata között. A hatezres nézőtérre nyolcezren zsúfolódtak be, miután a kétfontos jegyekért 30-40 fontot is odaadtak. A tömeg kezdettől tüntetően a magyar csapatot biztatta, és a szovjetek minden labdaérintését hatalmas füttyszó kísérte.
A közhangulattól is támogatott magyar játékosokkal szemben a szovjetek tehetetlenek voltak. Miközben az állandóan támadó magyarok már négy gólt lőttek, a szovjeteknek folyamatosan meghiúsult a magyar védelem feltörésére tett minden egyes kísérlete. Próbálták eltalálni a felső sarkot legalább messziről, de rendre fölélőttek, a kevés kapura menő labdát pedig Boros leszedte. A magyar és szovjet játékosok között egyébként eredetileg nem volt rossz viszony, hiszen az előző években éppen a magyarok tanították meg őket vízilabdázni. A magyarok most sem játszottak durván, de a tempójuk elsöprő volt. Ezen a meccsen alkalmazta a világon először a magyar válogatott a zónavédekezést.
A nézőtér ünnepelt, néhány perccel a mérkőzés vége előtt a magyarok 4–0-ra vezettek, így már biztos volt a győzelem. Ekkor történt az az emlékezetes esemény, amelyről az elődöntő a „vérfürdő” nevet kapta: Valentyin Prokopov, a szovjet center elvesztette a fejét. A szovjet csapat egyik legjobb játékosát kezdettől Bolvári felügyelte, minden akcióját megakadályozva. Prokopov könyökkel teljes erejű víz alatti ütést mért ellenfelére, de az épp mögé érkező Zádor Ervin arcát találta el, akinek a bőre felrepedt a szeme alatt. Vére nemsokára vörösre festette a medence vizét. „Vérzel” – mondta Zádornak Gyarmati a vízben, mire Zádor hűvösen felelt: „Tudom.” Amikor a vérző játékost lecserélték, nem a kispadnál az öltöző bejárata felé szállt ki a vízből, hanem a medence túlsó oldalán. Ezáltal végig kellett mennie a tribün előtt. Bár a sebe nem volt túl nagy, de a lecsorgó vér a vizes testen lassan kezdett szétterjedni. A 21 éves Zádor Ervin egy kicsit a magyar forradalom hősévé is vált, ahogy vértől vöröslő felsőtesttel a tribün előtt végigvonult. Ervin még kente is a vért. Az extázisban lévő szurkolók között ekkor pillanatok alatt elszabadultak a Szovjetunió elleni indulatok. Százak vetették át magukat a korláton, akadt, aki a magyaroknak osztott tanácsot, mások a szovjeteknek akartak nekitámadni. A találkozót nem lehetett befejezni, ezért a mérkőzést nem egészen egy perccel a hivatalos befejezés előtt magyar győzelemmel lefújta a bíró. A szovjet játékosokat a rendőrök kimenekítették az uszodából, a tömeg pedig a magyarokat ünnepelte. A nézők és a média szimpátiáját élvező magyarok „revansot” vettek a szovjetektől, 4:0-ra győztek. Az esemény híre a véres testű Zádor fényképével nemsokára bejárta a világsajtót.
Bár az emberek emlékezete ezt a találkozót őrzi az olimpia döntőjeként, a valódi elsőség kérdése nem itt, hanem a következő napon dőlt el. A magyar csapat a jugoszlávokat 2-1-re verte meg december 7-én az utolsó mérkőzésen. A magyar csapat 20:3-as gólaránnyal, valamennyi mérkőzését megnyerve állt fel a dobogó legfelső fokára. Az aranyérem átvétele után Zádor, Gyarmati, Jeney és Kárpáti úgy döntött, hogy nem tér haza Magyarországra.

## Érdekességek
A melbourne-i olimpián a magyar sportolók kilenc aranyérmet nyertek, és ezzel az éremtáblázat negyedik helyét foglalták el. Az éremtáblázaton az első helyet a Szovjetunió szerezte meg.
Az olimpiát a magyar forradalom és a szuezi válság utáni feszült világpolitikai helyzetben rendezték. Ezzel a háttérrel fogadták el a szervezők egy 17 éves kínai származású fiatalember, John Ian Wing javaslatát, és az addigi szokásoktól eltérően záróünnepséget tartottak, amelyen nem csapatonként elkülönülve, hanem egymással összekeveredve vonultak fel a sportolók.
2006. szeptember 23-án politikusok, Szili Katalin az Országgyűlés elnöke, ill. Mandur László és Lezsák Sándor alelnökök fogadták az egykori csapatot, és emlékeztek vissza közösen az egykori eseményekre.
Az akkori események ihlették a 2006-ban bemutatott Szabadság, szerelem című filmet. A vízilabdázók nevét a filmben megváltoztatták, a híressé vált ütés elszenvedője (a film főszereplője, Fenyő Iván alakításában) a Szabó Károly nevet kapta.